# Jacqueline Maillan
Jacqueline Jeanne Paule Maillan, född 11 januari 1923 i Paray-le-Monial, Bourgogne-Franche-Comté, död 12 maj 1992 i Paris, var en fransk skådespelerska.

## Roller i urval
- 1954 – De sköna synderskorna
- 1954 – Fåret har 5 fötter
- 1955 – Kärleksmanöver
- 1959 – Luffarkavaljeren
- 1960 – Ung och förförisk
- 1962 – Tartarin från Tarascon
- 1963 – Den stora villervallan
- 1983 – Papy fait de la résistance
- 1986 – La vie dissolue de Gérard Floque